# Oleoducto Keystone XL

Ruta del oleoducto Keystone

El Sistema de Oleoductos Keystone, también conocido como Oleoducto Keystone XL, es un sistema de oleoductos en Canadá y Estados Unidos. Fue creado en 2010 y es propiedad de TC Energy y, a partir de marzo de 2020, del Gobierno de Alberta.
Va desde la cuenca sedimentaria del oeste de Canadá en Alberta hasta refinerías en Illinois y Texas.
El oleoducto ha sido controvertido, con numerosas protestas de ecologistas cerca de la zona de construcción. 
En 2015, el KXL fue retrasado temporalmente por el Presidente Barack Obama. El 24 de enero de 2017, el presidente Donald Trump ordenó que se reanudara la construcción del oleoducto. El 20 de enero de 2021, el presidente Joe Biden firmó una orden ejecutiva para poner fin al permiso para continuar su construcción. El 9 de junio de 2021, TC Energy puso fin a los planes para el oleoducto Keystone XL. 